# Tinamotis
Tinamotis  es un pequeño género de aves de la familia Tinamidae. Está integrado por 2 especies, las que son denominadas comúnmente perdices, keús, o quiulas o inambúes. Este género se distribuye en América del Sur, en las montañas del centro-oeste, y en las estepas de la Patagonia, en el sur del continente.

## Etimología
Proviene de la palabra aimara Kiwla « perdiz »

## Costumbres
Habitan en lugares abiertos, con pastizales ralos, donde también se pueden encontrar algunos arbustos bajos, los que son empleados por estas aves para buscar refugio. Grandes caminadoras, prefieren escapar del peligro corriendo a volando, pues su vuelo es de corta distancia. Se alimentan de semillas, frutos, brotes de hojas nuevas, e insectos. Nidifican en el suelo, siendo el macho el que incuba los huevos y cría a los pichones. Sus predadores son generalmente águilas, zorros, y felinos.

## Especies
Este género se subdivide en solo 2 especies:
Tinamotis pentlandii (Vigors, 1837), es la quiula puneñaHabita en altitudes de entre los 4000 y los 5000 m s. n. m. de la meseta de la Puna en los Andes, desde el Perú, oeste de Bolivia, norte de Chile, y el noroeste de la Argentina, en las provincias de: Jujuy, Salta, Tucumán, Catamarca, La Rioja, hasta el noroeste de San Juan.
Tinamotis ingoufi (Oustalet, 1890), es la quiula patagónicaEs característica de las estepas de la Patagonia argentina. En la Argentina se encuentra en las provincias de: Neuquén, Río Negro, Chubut, hasta Santa Cruz. Además, también en algunos sectores limítrofes de Chile, en la Región de Magallanes y de la Antártica Chilena.